# II-11
De II-11 is een nationale weg van de tweede klasse in Bulgarije. De weg loopt van Vidin via Nikopol naar Roemenië. De II-11 is 218 kilometer lang en loopt parallel aan de Donau.